# 道の駅たまつくり

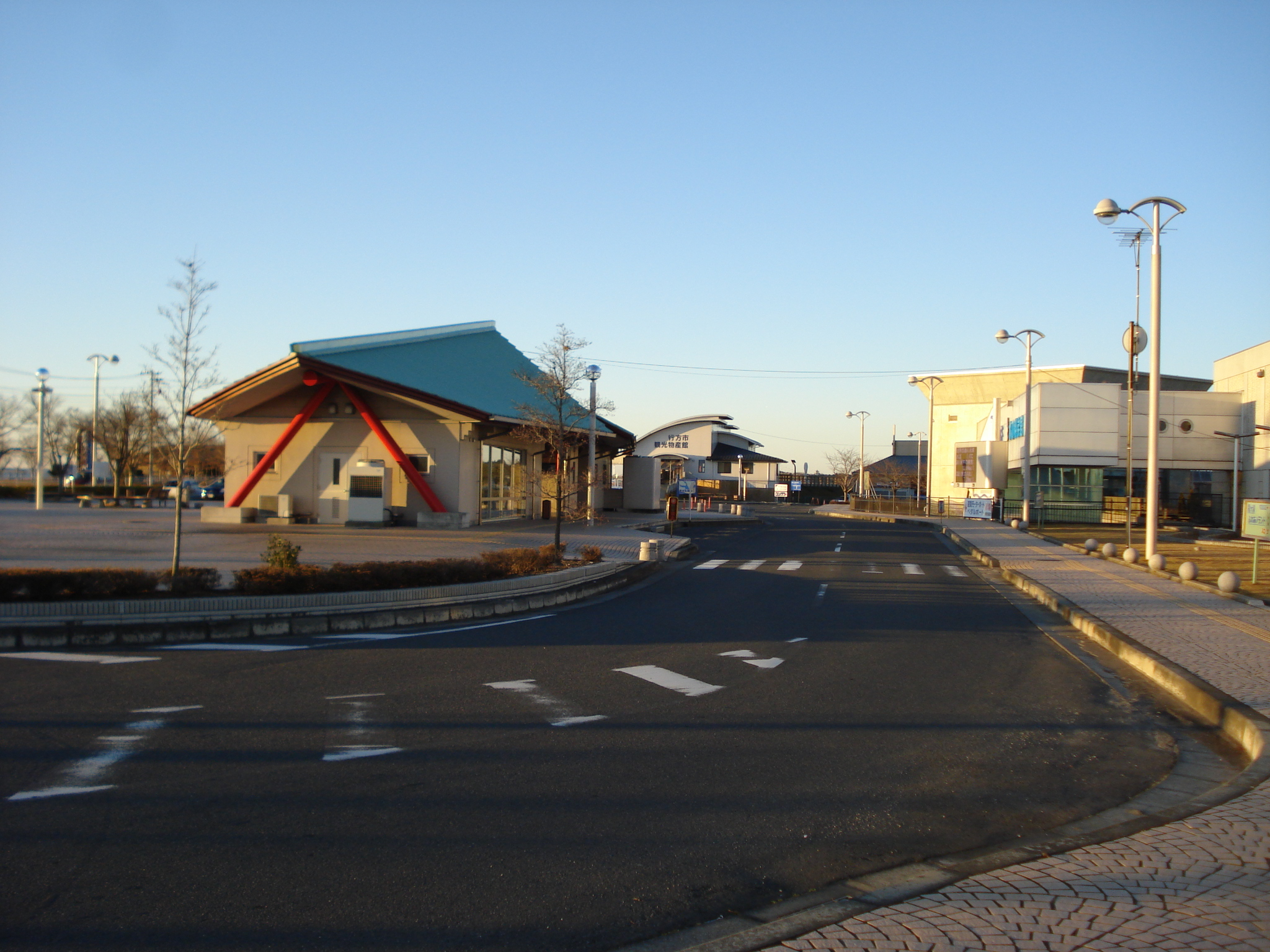
休憩棟

道の駅たまつくり（みちのえき たまつくり）は、茨城県行方市にある国道354号の道の駅である。
旧行方郡玉造町の申請により登録された。

## 施設
休憩施設内には、天気予報、道路状況のほか行方市の地域情報などを調べることが出来る端末が設置されており、24時間利用できるトイレも併設されている。また、霞ヶ浦の魚料理などを食べることができるレストランがあり、施設内に道の駅たまつくり物産販売所があり、地域の特産品が展示販売されている。
このほか、当駅の周辺に併設された霞ヶ浦ふれあいランドでは、霞ヶ浦や筑波山を眺望出来る高さ60mのシンボルタワーである玉造・虹の塔のほか、水について学ぶことができる水の科学館などの様々な施設が設置されている。
- 駐車場 - 普通車55台、大型車10台、身体障害者用2台。
- トイレ - 男7、女5、多機能1。
- 公衆電話
- 休憩棟（7:30 - 19:00）
- 物産販売所「こいこい」 - 地元特産の野菜や果物のほかご当地グルメ「行方バーガー」も販売。
- レストラン玉水苑 - 道の駅登録以前から霞ヶ浦ふれあいランドの併設レストランとして存在していた。

## アクセス
土浦市から鉾田市方向に向かうと、霞ヶ浦大橋を渡ってすぐ道路北側の行方市の霞ヶ浦（西浦）湖岸に位置する。
- 国道354号 - 登録路線
  - 国道355号 玉造バイパス
- バス
  - 土浦駅から霞ヶ浦広域バスで約55分。「道の駅たまつくり」バス停で下車[3]。

## 周辺
- 霞ヶ浦ふれあいランド - 当駅に隣接。
- 霞ヶ浦大橋
- ベイシア スーパーセンター玉造店
- カインズホーム 玉造店
- ケーズデンキ 行方店
- 高須崎公園
- 高須崎の一本松
- 霞ヶ浦自転車道